# Benjamin Wagner
Benjamin Wagner (* 1990) ist ein deutscher Autor für schwule Belletristik. 
Benjamin Wagner schreibt Romane bzw. Erzählungen für schwule Jugendliche. Dabei thematisiert er die üblichen Probleme Coming-out, mangelnde Akzeptanz unter Gleichaltrigen, Unverständnis der Eltern und unglückliche Liebe.
Sein erster Roman Mädchenhass und Jungenliebe erschien 2008 im Hamburger Himmelstürmer Verlag, einem Verlag für schwule Literatur. Im Jahr 2009 folgte zunächst der Roman Nur drei Wörter und im Herbst Abseitsfalle, der sich mit der Problematik der Homosexualität im Fußball, speziell bei Jugendlichen, beschäftigt.

## Werke
- Mädchenhass und Jungenliebe. Himmelstürmer Verlag, Hamburg 2008 (= Reihe Junge Liebe; 26), ISBN 3-940818-12-7.
- Nur drei Wörter. Himmelstürmer Verlag, Hamburg 2009 (= Reihe Junge Liebe; 31), ISBN 3-940818-28-3.
- Abseitsfalle. Himmelstürmer Verlag, Hamburg 2009 (= Reihe Junge Liebe; 34), ISBN 3-940818-29-1.